# São João (Abrantes)
São João fue una freguesia portuguesa del municipio de Abrantes, con 2,27 km² de área y 1 850 habitantes (2001). Densidad: 815,7 hab/km². Era una de las tres freguesias que componían la ciudad de Abrantes hasta 2013.

## Localización
La freguesia de São João era la única freguesia enteramente urbana del municipio, correspondiente a la mitad de la ciudad de Abrantes. Era también una de las tres freguesias que están íntegramente en el interior del propio municipio: tenía como vecinas las freguesias de Alferrarede al este, de Rossio ao Sul do Tejo al sudeste, de São Miguel do Rio Torto al sudoeste y de São Vicente al noroeste. Estaba situada en la ribera de la margen derecha del río Tejo a lo largo de sus dos límites con el Rossio y al Sur del Tajo y São Miguel do Rio Torto.

## Historia
Fue suprimida el 28 de enero  de 2013, en aplicación de una resolución de la Asamblea de la República portuguesa promulgada el 16 de enero de 2013 al unirse con las freguesias de São Vicente (Abrantes) y Alferrarede, formando la nueva freguesia de Abrantes (São Vicente e São João) e Alferrarede.

## Patrimonio
- Igreja de Santa Maria do Castelo (Abrantes) o Museu D. Lopo de Almeida
- Igreja de São João Baptista (Abrantes) o Adro de São João
- Casa en la Rua Grande (Santos e Silva), 46 - Palacete Soares Mendes
- Casa na Rua de Santa Isabel, 1
- Casa na Rua Grande, 6 (Santos e Silva)
- Casa na Rua Grande, 57 (Santos e Silva)
- Casa na Rua Grande, 24 (Santos e Silva)
- Casa na Rua de Santa Isabel, 4
- Casa na Rua do Arcediago, 4
- Casa na Rua dos Oleiros do Brasil, 47
- Casa na Rua dos Oleiros do Brasil, 53
- Casa na Rua dos Oleiros do Brasil, 24
- Casa no Beco de São João, 3
- Casa na Rua de Entre Torres, 4
- Casa na Praça da República, 4
- Fortaleza de Abrantes
- Antigo Convento de São Domingos o Biblioteca Municipal António Botto
- Casa na Rua do Arcediago, 6
- Casa na Rua Grande, 12 (Santos e Silva)
- Casa na Rua Grande, 26 (Santos e Silva)
- Casa na Rua Grande, 52 (Santos e Silva)
- Casa na Rua dos Oleiros do Brasil, 51
- Casa na Rua dos Oleiros do Brasil, 55
- Casa na Rua de Santa Isabel, 10